# Cruzeiro do Oeste (kommun)
Cruzeiro do Oeste är en kommun i Brasilien.   Den ligger i delstaten Paraná, i den södra delen av landet, 1 000 km sydväst om huvudstaden Brasília. Antalet invånare är 20 419.
Följande samhällen finns i Cruzeiro do Oeste:
- Cruzeiro do Oeste

Trakten runt Cruzeiro do Oeste består i huvudsak av gräsmarker. Runt Cruzeiro do Oeste är det ganska glesbefolkat, med 32 invånare per kvadratkilometer.